# بوروتیتسه (ناحیه زنویمو)
بوروتیتسه (به چکی: Borotice) یک منطقهٔ مسکونی در جمهوری چک است که در ناحیه زنویمو واقع شده‌است. بوروتیتسه ۱۲٫۰۶ کیلومتر مربع مساحت و ۴۲۸ نفر جمعیت دارد و ۱۹۷ متر بالاتر از سطح دریا واقع شده‌است.